# Tetracloreto de estanho
O tetracloreto de estanho ou cloreto estânico ou cloreto de estanho (IV) é o sal de estanho (IV) do ácido clorídrico de fórmula química SnCl4. À temperatura ambiente apresenta-se como um líquido incolor com um odor pungente. O penta-sal é um sólido cristalino branco deliquescente, estável entre os 19 e 56 °C, muito solúvel tanto em água como em álcool, é muitas vezes usado no lugar de produtos anidros, porque é menos reativo.
Solúvel em muitos solventes orgânicos, o tetracloreto de estanho é um isolante elétrico perfeito, mas os traços de água tornam-no condutor. É corrosivo, e perigoso para o meio ambiente.